# Al Kresta
Al Kresta (23 de agosto de 1951 - 15 de junio de 2024) fue un locutor, periodista y autor católico estadounidense. Anteriormente pastor evangélico, más tarde se convirtió en presidente y CEO de Ave Maria Radio.

## Biografía
Graduado con honores de la Universidad Estatal de Michigan en 1976, Kresta realizó estudios de posgrado en teología en el Seminario Mayor del Sagrado Corazón en Detroit y en el Seminario Teológico de Ashland.
En 1986, Kresta comenzó a pastorear el Ministerio Shalom en Taylor, Michigan. Se hizo muy conocido en el área de Detroit por su programa "Talk from the Heart", uno de los programas de charlas cristianas mejor calificados durante los años 80 y 90 en WMUZ. Cuando comenzó el programa, Al era pastor protestante. Sin embargo, las preguntas que le planteaban como pastor lo llevaron a regresar a la Iglesia Católica de su infancia. Su profunda conversión personal a Cristo y su regreso a la Iglesia Católica se relata en la antología más vendida "Surprised By Truth".
En 1997, el fundador de Domino's Pizza, Tom Monaghan, lo reclutó para lanzar el apostolado mediático, Ave Maria Communications. Fue anfitrión de "Kresta in the Afternoon", producido por Ave Maria Radio y sindicado en EWTN Global Catholic Radio, escuchado en más de 350 estaciones en todo Estados Unidos, en Sirius Satellite Radio y en numerosos transmisiones web. A lo largo de los años, Kresta participó en vigorosas discusiones y debates con muchas figuras de renombre nacional de la política, las artes, la Iglesia, la academia y los negocios.
Kresta fue invitado en BBC Radio y en las principales redes de noticias de televisión. Su trabajo en la radio ha sido mencionado por Associated Press, The Washington Times, National Catholic Reporter, Our Sunday Visitor, Envoy, Christianity Today y numerosos periódicos metropolitanos.
La vida y el viaje espiritual de Kresta tomaron una nueva dimensión en febrero de 2003, cuando perdió su pierna izquierda debido a la fascitis necrosante, una infección a menudo denominada "bacteria come carne". Su larga recuperación y eventual regreso a la radiodifusión le dieron nuevas perspectivas sobre las realidades del sufrimiento y la esperanza.

## Kresta in the Afternoon
Kresta presentó un programa diario de radio en Ave Maria Radio llamado "Kresta in the Afternoon". El programa se transmitía desde la estación insignia de Ave Maria Radio en Ann Arbor, Michigan (WDEO-AM) y se sindicaba en todo el país en la EWTN Global Catholic Radio Network.
El programa originalmente se transmitía tres horas al día, pero luego se redujo a dos horas. Ambas horas fueron transmitidas por EWTN Radio hasta 2024, cuando la hora de las 4pm (hora del este) fue eliminada para dar paso a un nuevo programa con el diácono Harold Burke-Sivers. La hora de las 4pm permaneció en las estaciones de Ave Maria Radio en Michigan y otras afiliadas que recibían el programa independientemente de EWTN Radio, como EPIC Radio 103.5FM en Wake Forest, Carolina del Norte.
Kresta escribía y entregaba comentarios sobre temas que enfrentan los estadounidenses y los católicos. También entrevistaba frecuentemente a creadores de noticias y autores, y ocasionalmente presentaba un segmento de llamadas llamado "Direct to My Desk".
Durante la duración del programa, Kresta entrevistó a una gran variedad de invitados, incluidos el fallecido Cardenal George Pell, el activista por la democracia encarcelado de Hong Kong Jimmy Lai, el ex senador de Estados Unidos, Rick Santorum, el ex representante de Estados Unidos. Dan Lipinski, el biógrafo papal George Wiegel, y muchos más.

## Vida personal y muerte
Kresta y su esposa, Sally, se casaron en 1977 y tuvieron cinco hijos.
Al Kresta hizo su Profesión Perpetua como Dominico Seglar, junto con su esposa Sally, en 2017 y pertenecía a la Fraternidad Bl. Pier Giorgio Frassati en Ann Arbor, Michigan.
Kresta murió de cáncer de hígado el 15 de junio de 2024, a la edad de 72 años.

## Libros
Kresta fue el autor de cuatro libros:
- "¿Por qué los católicos se arrodillan?: Y respuestas a otras preguntas desconcertantes sobre la Iglesia Católica" (Why Do Catholics Genuflect?: And Answers to Other Puzzling Questions About the Catholic Church), St. Anthony Messenger Press, 2001. ISBN 1569552436; ISBN 9781569552438
- "¿Por qué los católicos están tan preocupados por el pecado?: Más respuestas a preguntas desconcertantes sobre la Iglesia Católica" (Why Are Catholics So Concerned About Sin?: More Answers to Puzzling Questions About the Catholic Church), Servant Books, 2005. ISBN 0867166967, ISBN 9780867166965
- "Momentos de gracia: Historias inspiradoras de católicos conocidos" (Moments of Grace: Inspiring Stories from Well-Known Catholics) (con Nick Thomm), Servant Books, 2008. ISBN 0867168625; ISBN 978-0867168624
- "Peligros para la fe: Reconociendo a los oponentes del catolicismo en el siglo XXI" (Dangers to the Faith: Recognizing Catholicism’s 21st Century Opponents), Our Sunday Visitor, 2013. ISBN 1592767257; ISBN 978-1592767250